# Landreville
Landreville és un municipi francès situat al departament de l'Aube i a la regió del Gran Est. L'any 2007 tenia 528 habitants.

## Demografia

### Població
El 2007 la població de fet de Landreville era de 528 persones. Hi havia 210 famílies de les quals 62 eren unipersonals (35 homes vivint sols i 27 dones vivint soles), 62 parelles sense fills, 74 parelles amb fills i 12 famílies monoparentals amb fills.
La població ha evolucionat segons el següent gràfic:
Habitants censats

### Habitatges
El 2007 hi havia 325 habitatges, 216 eren l'habitatge principal de la família, 54 eren segones residències i 54 estaven desocupats. 321 eren cases i 4 eren apartaments. Dels 216 habitatges principals, 169 estaven ocupats pels seus propietaris, 34 estaven llogats i ocupats pels llogaters i 13 estaven cedits a títol gratuït; 7 tenien dues cambres, 24 en tenien tres, 51 en tenien quatre i 134 en tenien cinc o més. 173 habitatges disposaven pel capbaix d'una plaça de pàrquing. A 95 habitatges hi havia un automòbil i a 86 n'hi havia dos o més.

### Piràmide de població
La piràmide de població per edats i sexe el 2009 era:
| Homes | Edats   | Dones |
| ----- | ------- | ----- |
| 0     | 95 o +  | 4     |
| 8     | 90 a 94 | 0     |
| 12    | 85 a 89 | 8     |
| 0     | 80 a 84 | 8     |
| 8     | 75 a 79 | 32    |
| 8     | 70 a 74 | 12    |
| 20    | 65 a 69 | 12    |
| 12    | 60 a 64 | 8     |
| 8     | 55 a 59 | 4     |
| 20    | 50 a 54 | 4     |
| 28    | 45 a 49 | 24    |
| 16    | 40 a 44 | 12    |
| 24    | 35 a 39 | 16    |
| 8     | 30 a 34 | 28    |
| 16    | 25 a 29 | 20    |
| 8     | 20 a 24 | 16    |
| 16    | 15 a 19 | 24    |
| 8     | 10 a 14 | 32    |
| 20    | 5 a 9   | 8     |
| 20    | 0 a 4   | 0     |

## Economia
El 2007 la població en edat de treballar era de 340 persones, 258 eren actives i 82 eren inactives. De les 258 persones actives 228 estaven ocupades (130 homes i 98 dones) i 30 estaven aturades (13 homes i 17 dones). De les 82 persones inactives 25 estaven jubilades, 27 estaven estudiant i 30 estaven classificades com a «altres inactius».

### Ingressos
El 2009 a Landreville hi havia 216 unitats fiscals que integraven 525 persones, la mediana anual d'ingressos fiscals per persona era de 19.294 €.

### Activitats econòmiques
Dels 28 establiments que hi havia el 2007, 3 eren d'empreses alimentàries, 5 d'empreses de construcció, 9 d'empreses de comerç i reparació d'automòbils, 2 d'empreses d'hostatgeria i restauració, 4 d'empreses immobiliàries, 3 d'empreses de serveis i 2 d'empreses classificades com a «altres activitats de serveis».
Dels 9 establiments de servei als particulars que hi havia el 2009, 1 era una funerària, 1 taller de reparació d'automòbils i de material agrícola, 1 paleta, 1 fusteria, 3 lampisteries, 1 perruqueria i 1 restaurant.
Dels 2 establiments comercials que hi havia el 2009, 1 era una botiga de més de 120 m² i 1 una fleca.
L'any 2000 a Landreville hi havia 58 explotacions agrícoles que ocupaven un total de 481 hectàrees.

## Equipaments sanitaris i escolars
El 2009 hi havia una escola elemental integrada dins d'un grup escolar amb les comunes properes formant una escola dispersa.

## Poblacions més properes
El següent diagrama mostra les poblacions més properes.